# دهستان بیساران
دهستان بیساران نام دهستانی در بخش مرکزی شهرستان سروآباد، استان کردستان در ایران است. براساس سرشماری مرکز آمار ایران در سال ۱۳۸۵، جمعیت آن ۵۲۵۱ نفر (۱۲۷۶ خانوار) بوده‌است.